# 헬렌 패리시
헬렌 패리시(Helen Parrish, 1923년 3월 12일 ~ 1959년 2월 22일)는 미국의 배우, 영화배우이다.

## 영화
- 스테이지 도어 캔틴 (1943년)
- 데이 올 키시드 더 브라이드 (1942년)
- 유윌 파인드 아웃 (1940년)
- 메이타임 (1937년)
- 공공의 적 (1931년)